# Lørenskog
Lørenskog ( ? i  escolteu-ne la pronunciació en noruec) és un municipi situat al comtat d'Akershus, Noruega. Té 36.368 habitants (2016) i té una superfície de 71 km². El centre administratiu del municipi és el poble de Kjenn.
El municipi està situat just a l'est de la capital, Oslo, amb moltes carreteres principals que passen per allà. Gairebé tots els habitants viuen a la part nord de Lørenskog. Les parts meridionals consisteixen en boscos, mentre que les granges i els camps de cereals ocupen també un espai considerable. Una important estació de tren, l'estació de Lørenskog, està situada al districte. Dins de Lørenskog, Losby és coneguda per la seva roda hidràulica, que es representa a l'escut d'armes de Lørenskog. Dins del municipi també hi ha un camp de Golf.
Hi ha set escoles de primària públiques i quatre instituts públics al municipi. A més hi ha dos centres de secundària superior, la de Lørenskog i la de Mailand.

## Fills il·lustres
- John Carew, futbolista retirat.
- Johann Olav Koss, esquiador retirat.

## Ciutats agermanades
Lørenskog manté una relació d'agermanament amb les següents localitats:
- - Garching bei München, Baviera, Alemanya[2]
- - Järvenpää, Etelä-Suomi, Finlàndia[3]
- - Rødovre, Regió de Hovedstaden, Dinamarca[4]
- - Täby, Comtat d'Estocolm, Suècia[5]